# دورنفونتین
دورنفونتین (به لاتین: Doornfontein) یک شهرک در آفریقای جنوبی است که در City of Johannesburg Metropolitan Municipality واقع شده‌است. دورنفونتین ۰٫۴۶ کیلومتر مربع مساحت و ۴٬۴۸۴ نفر جمعیت دارد.